# Tau Virginis
Tau Virginis (93 Virginis) é uma estrela na direção da constelação de Virgo. Possui uma ascensão reta de 14h 01m 38.78s e uma declinação de +01° 32′ 40.5″. Sua magnitude aparente é igual a 4.23. Considerando sua distância de 218 anos-luz em relação à Terra, sua magnitude absoluta é igual a 0.10. Pertence à classe espectral A3V.